# Florideo skrob
Florideo skrob je tip glukana koga glaukofiti i crvene alge koriste kao skladište fotosintezom fiksiranog ugljenika. Nalazi se u zrncima njihove citoplazme i sastoji se od α-linkovanog glukoznog polimera sa nivoom granjanja koji je između amilopektina i glikogena, ali sličniji je amilopektinu. Polimeri koji izgrađuju florideo skrob se ponekad nazivaju "polu-amilopektin".

## Svojstva
Florideo skrob se sastoji od polimera glukoznih molekula povezanih prevashodno putem α(1,4) veza, koje se mestimično račvaju putem α(1,6) veza. Od drugih uobičajenih α-vezanih glukoznih polimera se razlikuje po učestalosti i položaju grana, što onda daje i drugačija fizička svojstva. Struktura polimera florideo skroba je najsličnija amilopektinu. Florideo skrob se otuda često opisuje u kontrastu sa skrobom (koji predstavlja smešu amilopektina i amiloze) i glkogenom:
|                             | Florideo skrob                                                                        | Skrob                                                                                             | Glikogen                                         |
| --------------------------- | ------------------------------------------------------------------------------------- | ------------------------------------------------------------------------------------------------- | ------------------------------------------------ |
| Organizmi                   | Crvene alge, glaukofiti                                                               | Zelene alge, Biljke                                                                               | Neke bakterije, neke arheje, gljive, životinje   |
| Sastav                      | Polu-amilopektin; tipično bez amiloze, mada postoje slučajevi gde se javlja i amiloza | Amilopektin i amiloza                                                                             | Glycogen                                         |
| Mesto skladištenja          | Unutar citosola                                                                       | Unutar plastida                                                                                   | Unutar citosola                                  |
| Gradivna jedinica           | UDP-glukoza                                                                           | ADP-glukoza                                                                                       | Eukariote: UDP-glukoza Bakterije: ADP-glukoza    |
| Granjanje                   | Srednji nivo granjanja                                                                | Amilopektin: Grane su relativno retke i javljaju se u klasterma Amiloza: Skoro u celosti linearna | Grane su relativno česte i ravnomero raspoređene |
| Geni potrebni za održavanje | Manje od 12                                                                           | 30–40                                                                                             | 6–12                                             |

Istorijski, florideo skrob je opisivan kao da ne sadrži amilozu. Međutim, amiloza jeste identifikovana u nekim slučajevima kao komponenta florideo skroba, posebno kod jednoćelijskih crvenih algi.

## Evolucija
Osobine kao što su UDP-glukozna osnovna jedinica i citosolično skladištenje su po čemu delimo Archaeplastida na dve grupe: rhodophytes i glaucophytes, koje koriste florideo skrob, i zelene alge i biljke (Chloroplastida), koje koriste amilopektin i amilozu. Postoje značajni filogenomski dokazi da su Archaeplastida monofili i da potiču od jednog osnovnog endosimbiotskog događaja u kome su učestvovale heterotrofne eukariote i fotosintetske cijanobakterije.
Dokazi sugerišu da su oba organizma predaka razvile mehanizme za čuvanje ugljenika. Proučavanjem genetskog komplementa modernih genoma plastida, zaključeno je da je poslednji zajednički predak Archaeplastida verovatno posedovao mehanizam citosoličnog skladištenja i da je izgubio većinu podudarnih endosimbiotskih gena cijanobakterija. Prema ovoj hipotezi, crvene alge i glaukofiti su zadržali eukariotsko citosolično skladište skroba svojih predaka. Sinteza i degradacija skroba kod zelenih algi i biljaka je znatno kompleksnija – ali je bitno da je većina enzima koja učestvuje u ovim metaboličkim funkcijama u unutrašnjosti modernih plastida zasigurno eukariotksog i ne bakterijskog porekla.
U nekim slučajevima, utvrđeno je da crvene alge umesto florideo skroba koriste glikogen; primeri poput Galdieria sulphuraria su Cyanidiales, koje su jednoćelijski ekstremofili.
Drugi organizmi čija evoluciona istorija predviđa sekundarnu endosimbiozu sa crvenim algama, takođe koriste skladištne polimere slične florideo skrobu, npr, dinoflagelati i kriptofiti. Prisustvo skroba sličnog florideo skrobu kod nekih apikompleksnih parazita je deo dokaza koji podržava teoriju da je crvena alga predak apikoplasta, organela koje ne-fotosintetišu.

## Istorija
Florideo skrob je nazvan po klasi crvenih algi, Florideae (savremeno Florideophyceae).Prvi put je identifikovan sredinom-19-og veka, i sredinom 20-og veka bio je obimno izučavan u biohemiji.